# Dolomedes angolensis
Dolomedes angolensis là một loài nhện trong họ Pisauridae.
Loài này thuộc chi Dolomedes. Dolomedes angolensis được Carl Friedrich Roewer miêu tả năm 1955.